# Monsieur Flap
Monsieur Flap est une série d'animation pour adultes française diffusée en 2017. 

## Synopsis
Un arrière-train anthropomorphe qui a un béguin pour une gonzesse. Le héros est « un jeune puceau au physique hors-norme » : une « tête de cul »,,. 

## Résumé Détaillé

### Saison 1
Philippe dit "Monsieur Flap" ou "Tête de Cul" est un homme inversé : son arrière-train fait office de tête et sa tête d'arrière-train. Quoiqu'étrange, il vit tranquillement et est éperdument amoureux d'une coiffeuse en face de son immeuble : Anais. Poussé par son ami Claude, le clochard, Philippe tente de se rapprocher d'elle par divers moyens (en lui offrant une fleur, en lui payant un café ou en l'accompagnant à la plage) mais ses tentatives finissent souvent par le mettre dans des situations toutes plus invraisenblables les unes que les autres. De plus, un autre prétendant tourne autour de sa bien-aimée, Morgane de Verge, un homme riche et musclé dont Philippe ne peut atteindre la beauté. 
Après avoir failli être envoyé dans l'espace par la secte "Bayahum" qui le prenait pour "Le Messie qui féconderait le cosmos grâce à ses boules célestes", Philippe et Anais finissent par se rapprocher. Tous les deux invités à une fête organisée par Morgane, Claude fait remarquer à son ami qu'il ne sent pas bon. Flap passe une batterie de test et le rapport du médecin est sans appel : il est à l'envers. Il lui fabrique alors un médicament expérimental, baptisé le Transformex, qui transforme Philippe en homme normal pendant quelques minutes mais qui le fait devenir complètement pervers. Au cours de la soirée fortement alcoolisée, Morgane embrasse Anais et Philippe, ivre également, tente de se battre avec lui sans succès. Anais prend sa défense et Philippe finit par lui déclare sa flamme. 
Quelques mois plus tard, ils sont sur le point de se marier mais le père d'Anais n'admet pas que sa fille épouse "Une tête de Cul". Philippe prend alors une dose massive de Transformex et ruine la cérémonie de mariage. Sa bein-aimée part en pleurs et ayant finit sous un pont avec Claude, Philippe reçoit un texto d'Anais qui lui annonce qu'il va devenir Papa. 

## Réception critique
Pour Télérama dans son avis critique de la saison 2 : « En constituant un monde où le surmoi semble avoir disparu, Nicolas Athané et Brice Chevillard, les créateurs de la série, illustrent sans pincettes les épreuves d’un quotidien qui dépasse celui de l’animation : violences obstétriques subies par les femmes au cours de l’accouchement, difficultés à accueillir un enfant dans un couple en morceaux, interdiction de voir la chair de sa chair, rejet de la belle famille ».

## Fiche technique
- Titre original : Monsieur Flap
- Création : Nicolas Athané et Brice Chevillard
- Réalisation : Nicolas Athané et Brice Chevillard
- Scénario :
- Conception graphique :
- Musique : Nicolas Athané, Brice Chevillard, Laurent Chevillard, Florian Decornet, Jo Lacube, Nils Piau et Nicolas Nouvel
- Production : David Alric
- Sociétés de production : Bobbypills
- Société de distribution : Bobbypills
- Pays d'origine :  France
- Langue originale : français
- Format : couleur
- Genre : comédie, animation, humour noir, satire
- Nombre d'épisodes : 27
- Durée : 4 minutes
- Dates de première diffusion : 13 septembre 2017
- Déconseillé aux moins de 10 ans

## Distribution
- Jeanne Chartier
- Brice Chevillard
- Nicolas Athané
- Cécile Laforest
- Laurent Nicolas
- Guillaume Darnault
- Karim Tougui

## Épisodes

### Saison 1
1. La Coiffeuse
2. Le Travail
3. La Plage
4. Le Style
5. La Céramique
6. Le Karaoké
7. Le Voyage à Rio
8. Le Buzz
9. Le Docteur
10. La Grosse Soirée
11. Le Mariage

### Saison 2
1. Le Texto
2. Le Chantier
3. L'Accouchement
4. Le Baby Blues
5. La Déclaration
6. Le Parc
7. Le Procès
8. Le Voyage

### Saison 3
1. Home Sweet Home
2. Le Tournoi
3. Les Légumes
4. L'École
5. Le Bateau
6. Le Ski
7. La Gentrification
8. Le Prime